# Bothriechis thalassinus
Bothriechis thalassinus là một loài rắn trong họ Rắn lục. Loài này được Campbell & Smith mô tả khoa học đầu tiên năm 2000.